# 7. návštěvní expedice (ISS)
7. návštěvní expedice (rusky Седьмая экспедиция посещения, ЭП-7) na Mezinárodní vesmírnou stanici (ISS) byla krátkodobá výprava ruského kosmonauta Jurije Šargina na stanici. Po týdenním pobytu na stanici a splnění vědeckého programu se Šargin vrátil na Zem.

## Posádka

### Hlavní
- Jurij Šargin (1), palubní inženýr 2, Kosmická vojska Ruska

V závorkách je uveden dosavadní počet letů do vesmíru včetně této mise.

### Záložní
- Náhradník nebyl určen.

## Průběh výpravy

### Přípravy
Mezinárodní vesmírná stanice (ISS) byla od začátku listopadu 2000 trvale osídlena lidmi. Základní posádky stanice byly do havárie Columbie střídány raketoplány, jako záchranné čluny jim sloužily lodě Sojuz. Po následném přerušení letů raketoplánů byla velikost základních posádek stanice snížena na dva kosmonauty, jejichž dopravu zajišťovaly Sojuzy. Třetí místo v lodích obsazovali členové návštěvních posádek po týdnu se starým Sojuzem vracející na Zem.
Na volné místo v Sojuzu TMA-5 se zpočátku od dubna 2004 připravoval Gregory Olsen, ale v červnu 2004 ho lékaři z výcviku vyřadili, pokračoval pak alespoň ve studiu teorie a na ISS se dostal až v Sojuzu TMA-7 v 9. návštěvní expedici. Olsenovým náhradníkem byl Sergej Kostěnko, který s ním odešel z výcviku a byl jeho náhradníkem i pro let na Sojuzu TMA-7.
Následně, v červnu – srpnu 2004, probíhala jednání o možném letu mezi Roskosmosem a ruským podnikatelem Sergejem Polonským. Polonskij prošel výcvikem účastníka kosmického letu už v září – říjnu 2002 a lednu – únoru 2003. Nicméně rozhovory skončily neúspěšně, oficiálně z medicínských příčin (přílišná výška kandidáta – 194 cm), neoficiálně pro nezaplacení požadované částky.
Po odpadnutí Polonského zůstal jediným kandidátem na volné křeslo v Sojuzu Jurij Šargin, jediný příslušník ruských Kosmických vojsk s výcvikem kosmonauta. Oficiálně byl do posádky Sojuzu TMA-5 zařazen 27. srpna 2004.

### Průběh letu
Saližan Šaripov a Leroy Chiao z Expedice 10 odstartovali se Šarginem 14. října 2004 z kosmodromu Bajkonur v lodi Sojuz TMA-5. Po dvou dnech samostatného letu se 16. října spojili se stanicí.
Po spojení se kosmonauti uvítali se stálou posádkou ISS, vyložili náklad pro stanici a Šargin začal plnit vědecký program svého letu. Kosmonaut se věnoval především řadě lékařských experimentů skoumajících vliv kosmckého letu na zdraví kosmonautů, dále sledování povrchu Země pro ekologické studie, a technologickým pokusům.
Po týdenním pobytu na ISS se 23. října 2004 ve 21:08 UTC vracející se posádka Expedice 9 a Šargin v Sojuzu TMA-4 odpoutali od stanice a 24. října v 0:36 UTC přistáli v severním Kazachstánu, nedaleko Arkalyku.